# ゲラント・トーマス
ゲラント（ゲライント）・ハウエル・トーマス（Geraint Howell Thomas、1986年5月25日 - ）は、ウェールズ、カーディフ（ウィットチャーチ）出身の自転車競技選手。かつてはジェレイント・トーマス、ジェライント・トーマスと表記した自転車競技関連Web、雑誌もあった。

## 経歴

### 2004
- ロサンゼルスで開催されたジュニア世界選手権自転車競技大会・スクラッチで優勝。

### 2006
- トラックレース世界選手権の団体追い抜きメンバーに選出され2位。
- コモンウェルスゲームズのポイントレースでは3位に入った。

### 2007
- トラックレース世界選手権・団体追い抜きにおいて、エド・クランシー、ポール・マニング、ブラッドリー・ウィギンスと共に挑み優勝。
- バルロ・ワールドと契約を結んで、プロロードレース選手としても活動を開始。
- 同年のツール・ド・フランスに出場し完走（総合140位）。

### 2008
- 上記の3名とともにトラックレース世界選手権の団体追い抜きに出場し優勝したが、決勝のデンマーク戦において、3分56秒32の当時の世界記録をマークした。
- ジロ・デ・イタリアに出場し完走（総合118位）。
- 8月に行われた北京オリンピックの団体追い抜きに、上記3名とともに出場し、同年の世界選手権同様に、決勝はデンマークとの対戦となったが、世界選手権におけるタイムをさらに更新する、3分53秒314の世界記録を樹立し、イギリスチーム金メダル獲得に貢献した。

### 2010
- チーム・スカイに移籍
- ツアー・オブ・カタール 区間優勝（第1ステージ・チームタイムトライアル）
- 国内選手権・個人ロードレース 優勝

### 2011
- ドワルス・ドール・フラーンデレン 2位
- ロンド・ファン・フラーンデレン 10位
- バイエルン一周 総合優勝

### 2012
- トラックレース世界選手権
  -  トラックレース世界選手権・団体追抜に、エド・クランシー、ピーター・ケニャック、スティーヴン・バーク（予選はバークではなく、アンドリュー・テナント）とともに出場し優勝。また、決勝のオーストラリア戦において、3分53秒295の世界記録をマークした。
  - マディソン 2位
- ツール・ド・ロマンディ 区間優勝（プロローグ）
- ロンドンオリンピック・団体追抜においても、エド・クランシー、ピーター・クナウフ、スティーヴン・バークの3人で挑み、予選で3分52秒499、決勝で3分51秒659のそれぞれ世界新記録をマークし、五輪同種目連覇に貢献した。

### 2013
- ツアー・ダウンアンダー
  - ポイント賞
  - 総合3位
  - 区間優勝 (第2ステージ)
- オムロープ・ヘット・ニウスブラット 4位
- E3・ハレルベーク 4位
- バイエルン一周 総合2位

### 2014
- ロンド・ファン・フラーンデレン 8位
- パリ～ルーベ 7位
- バイエルン一周
  - 総合優勝
  - 区間優勝（第4ステージ・個人タイムトライアル）
- ツール・ド・フランス 総合22位
- コモンウェルスゲームズ
  - ロードレース 優勝

### 2015
- ヴォルタ・アン・アルガルベ
  - 総合優勝
  - ポイント賞
  - 区間優勝 (第2ステージ)
- パリ～ニース 総合2位
- E3・ハレルベーク 優勝
- ヘント〜ウェヴェヘルム 3位
- ツール・ド・ロマンディ 区間優勝（第1ステージ・チームタイムトライアル）
- ツール・ド・スイス 総合2位
- ツール・ド・フランス 総合15位

### 2016
- ヴォルタ・アン・アルガルベ 総合優勝
- パリ～ニース 総合優勝
- ツール・ド・フランス 総合15位
- リオデジャネイロオリンピック
  - ロードレース 11位
  - 個人タイムトライアル 9位

### 2017
- ティレーノ〜アドリアティコ
  - 総合5位
  - 区間優勝（第2ステージ)
- ツアー・オブ・ジ・アルプス
  - 総合優勝
  - 区間優勝（第3ステージ）
- ジロ・デ・イタリア
  - ミケル・ランダとのダブルエース体制で自身初のグランツール総合エースとして出場した。第4ステージのエトナへの頂上フィニッシュでは集団先頭の区間3位でゴールし6秒差の総合2位につける。しかし、 難関山岳ブロックハウスへの頂上フィニッシュとなる第9ステージで、道路脇に止まっていたカメラバイクを避けきれず激突し落車した選手をきっかけに、そのすぐ後ろを走っていたトーマスもランダも落車してしまう。なんとか自転車に跨り区間29位で完走するも、優勝したナイロ・キンタナから約5分の遅れる結果となり、総合優勝は絶望的となった。
  - 休息日を挟んだ第10ステージの個人タイムトライアルでは、トーマスを除く総合争いのライバルたちから軒並み2分ほどを奪ったトム・デュムランに次ぐ区間2位のタイムでフィニッシュした。しかし、その後の第13ステージを前にリタイアを選択した。
- ツール・ド・フランス　区間優勝（第1ステージ・個人タイムトライアル）

### 2018
- ヴォルタ・アン・アルガルヴェ
  - 総合2位
  - 区間優勝（第3ステージ・個人タイムトライアル）
- ティレーノ〜アドリアティコ　総合3位
- クリテリウム・デュ・ドーフィネ
  -  総合優勝
  - 区間優勝（第3ステージ・チームタイムトライアル）
- イギリス選手権　優勝（個人タイムトライアル）

- ツール・ド・フランス
  -  総合優勝
  - 区間2勝（第11,12ステージ優勝）

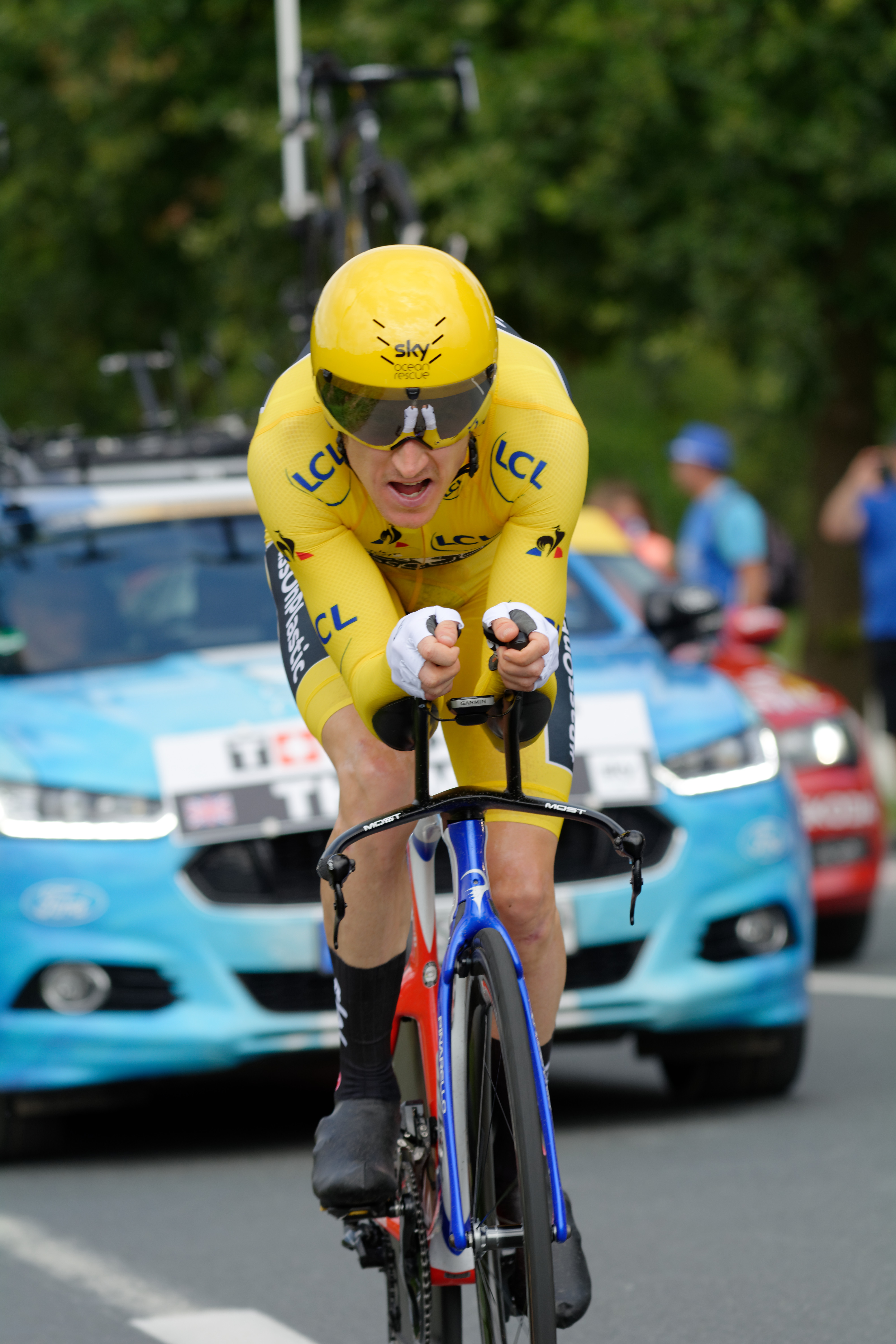
第20ステージ個人タイムトライアルにて、マイヨジョーヌを着用して走るゲラント・トーマス

  - 前哨戦ドーフィネでの個人総合優勝を引っさげ、クリス・フルームとのダブルエース体制で臨んだツールでは、序盤の落車や石畳を無難に乗り切り、アルプス山脈三連戦の二日目にあたる第11ステージでは単独アタックを敢行、先頭で粘っていたミケル・ニエベをゴール直前で追い抜き優勝、マイヨ・ジョーヌを獲得すると、続く第12ステージのラルプ・デュエズへの山頂フィニッシュでも総合勢によるスプリント勝負で優勝し、リードを拡大する。終盤のピレネー山脈での山岳ステージではボーナスタイム争いのスプリントでコンスタントにタイムを稼ぎ続け、第20ステージの個人タイムトライアルでは第1・第2中間計測でトップタイムをマークするなど個人TTでも活躍を見せ、最終的にステージ優勝を果たしたトム・デュムランから14秒遅れでフィニッシュ。最終第21ステージでは総合3位となったチームメートのフルームと肩を組んでフィニッシュ、自身初のツール総合優勝を飾った。ウェールズ人によるツール総合優勝は史上初となる。

### 2019
- 前年のツール・ド・フランスでの活躍が評価され、新年叙勲でOBE（大英帝国四等勲爵士）を受章。[4]
- ツール・ド・ロマンディ 総合3位
- ツール・ド・フランス 総合2位
  - フルームが前哨戦のクリテリウム・デュ・ドフィネで落車して大怪我を負ったため出場せず、新たに台頭してきたエガン・ベルナルをセカンドエースとするダブルエース体制に近い陣容で臨んだが、結果的にベルナルが総合優勝し、トーマスは2位となった。

### 2020
ジロ・デ・イタリアにエースとして臨むこととなった。
直近2レースであるティレーノ〜アドリアティコで総合2位、世界選手権個人TTで4位と好成績を残していた。しかし、総合3位で出走した第3ステージのパレード走行中に、地面を転がる他チームのボトルを踏んで落車した。
大きくタイムを失いながら完走するも、骨盤の骨折が判明した為に第4ステージで未出走を選択した。

### 2021
- ボルタ・ア・カタルーニャ 総合3位
- ツール・ド・ロマンディ  総合優勝 
  - 雪と霧で覆われるティオン2000山頂にフィニッシュする第4ステージでは、マイケル・ウッズとともに後続を突き放し、フィニッシュライン手前残り200mで加速したウッズを捕らえたトーマスの先行で二人のスプリント勝負が始まった。背後でタイミングを図るウッズの加速に合わせてダンシングに切り替えようとしたトーマスが突如バランスを崩し転倒。復帰に手間取ったトーマスは、後続のベン・オコナーにも追い抜かれウッズから21秒遅れてフィニッシュした。
  - ウッズと11秒差の総合2位で迎えた最終第5ステージの個人タイムトライアルは、丘陵地帯のアップダウンの他、12〜13%の勾配を刻む石畳登坂や市街地のテクニカルな下りが組み込まれた難易度の高い16.19kmコースであった。 トーマスは中間計測でフランスチャンピオンジャージを着るレミ・カヴァニャを0.32秒上回るタイムを叩き出していたが、カヴァニャのフィニッシュ後に降り出した雨によって安全策を取ることになった。それでも17秒遅れのステージ3位に入るという強さを見せてフィニッシュ。最終走者のウッズが1分11秒遅れでフィニッシュしたため、トーマスが逆転総合優勝を果たした。
- クリテリウム・デュ・ドーフィネ
  - 総合3位
  - 区間優勝（第5ステージ）
- 東京オリンピック
  - ロードレースでは、残り150kmを切った道志みち区間にて、同じく英国代表で前を走っていたテイオ・ゲイガンハートや他の選手たちとともに落車。無事に集団に復帰するも、後に両者ともリタイアを選択した。
  - 個人タイムトライアル 11位

### 2022
- ツール・ド・スイス  総合優勝
- ツール・ド・フランス 総合3位
- コモンウェルスゲームズ
  - ロードレース 8位
  - 37kmのコースを走る個人タイムトライアルでは、序盤のコーナーでフェンスに衝突し落車したが、優勝したローハン・デニスと28秒差の3位でフィニッシュした。

### 2023
- ジロ・デ・イタリア 総合2位
  - 2020年の同大会の優勝者であるテイオ・ゲイガンハートとのダブルエース体制で出場した。悪天候による体調不良や落車、プロトン内で流行るコロナにより、大会２週目最終日までにゲイガンハートを含む3人のチームメイトを失うも、第9ステージの個人タイムトライアルや第16ステージの山岳で2位につけるなど安定した走りによって、マリア・ローザを計8日間（第10～13第ステージ、16～19ステージ）着用した。
  - 第20ステージの山岳を含む個人タイムトライアルでは、総合2位のプリモシュ・ログリッチに対して26秒差のリードで望んだ。しかし、タイムトライアル後半の急勾配を含む区間で大きくタイムを奪われ、区間2位にはつけたものの、最後は14秒差で総合首位の座を譲ることとなった。
  - 首都ローマで行われた最終ステージでは、この年引退を発表（後に撤回）した元チームメイトのマーク・カヴェンディッシュをリードアウトしてステージ優勝へと繋げた事で話題となった。
- 世界選手権 個人タイムトライアル 10位

### 2024
- ジロ・デ・イタリア 総合3位

### 2025
- 2月17日、自身のXにて今シーズン限りでの引退を発表。

### グランツールの総合成績
| Grand Tour general classification results timeline | Grand Tour general classification results timeline | Grand Tour general classification results timeline | Grand Tour general classification results timeline | Grand Tour general classification results timeline | Grand Tour general classification results timeline | Grand Tour general classification results timeline | Grand Tour general classification results timeline | Grand Tour general classification results timeline | Grand Tour general classification results timeline | Grand Tour general classification results timeline | Grand Tour general classification results timeline | Grand Tour general classification results timeline | Grand Tour general classification results timeline | Grand Tour general classification results timeline | Grand Tour general classification results timeline | Grand Tour general classification results timeline | Grand Tour general classification results timeline | Grand Tour general classification results timeline | Grand Tour general classification results timeline |
| グランツール                                       | 2007                                               | 2008                                               | 2009                                               | 2010                                               | 2011                                               | 2012                                               | 2013                                               | 2014                                               | 2015                                               | 2016                                               | 2017                                               | 2018                                               | 2019                                               | 2020                                               | 2021                                               | 2022                                               | 2023                                               | 2024                                               | 2025                                               |
| -------------------------------------------------- | -------------------------------------------------- | -------------------------------------------------- | -------------------------------------------------- | -------------------------------------------------- | -------------------------------------------------- | -------------------------------------------------- | -------------------------------------------------- | -------------------------------------------------- | -------------------------------------------------- | -------------------------------------------------- | -------------------------------------------------- | -------------------------------------------------- | -------------------------------------------------- | -------------------------------------------------- | -------------------------------------------------- | -------------------------------------------------- | -------------------------------------------------- | -------------------------------------------------- | -------------------------------------------------- |
| ジロ・デ・イタリア                                 | —                                                  | 118                                                | —                                                  | —                                                  | —                                                  | 80                                                 | —                                                  | —                                                  | —                                                  | —                                                  | 途中棄権                                           | —                                                  | —                                                  | 途中棄権                                           | —                                                  | —                                                  | 2                                                  | 3                                                  |                                                    |
| ツール・ド・フランス                               | 140                                                | —                                                  | —                                                  | 67                                                 | 31                                                 | —                                                  | 140                                                | 22                                                 | 15                                                 | 15                                                 | 途中棄権                                           | 1                                                  | 2                                                  | —                                                  | 41                                                 | 3                                                  | —                                                  | 42                                                 |                                                    |
| ブエルタ・ア・エスパーニャ                         | —                                                  | —                                                  | —                                                  | —                                                  | —                                                  | —                                                  | —                                                  | —                                                  | 69                                                 | —                                                  | —                                                  | —                                                  | —                                                  | —                                                  | —                                                  | —                                                  | 31                                                 | —                                                  |                                                    |

## 脚註
1. 1 2  Geraint Thomasの発音 - 発音ガイド Forvo。
2. 1 2  Geraintの発音 - 発音ガイド Forvo。
3. ↑  『2024サイクルロードレース選手名鑑』八重洲出版、2024年。
4. ↑  Geraint Thomas awarded OBE in New Years Honour